# Fink Deck Truss Bridge
Die Fink Deck Truss Bridge ist eine ehemalige Eisenbahnbrücke der Norfolk and Western Railway (N&W) aus den 1870er-Jahren, die im Riverside Park in Lynchburg (Virginia) aufgestellt ist. Sie ist eine der beiden einzigen erhaltenen Fink-Träger-Brücken – eine Bauweise, die auf den deutsch-amerikanischen Bauingenieur Albert Fink zurückgeht und zwischen 1854 und 1875 vor allem bei Eisenbahnbrücken in den USA weit verbreitet war. Sie ist deshalb als bedeutendes Ingenieurbauwerk auf der Liste der Historic Civil Engineering Landmarks aufgeführt.

## Geschichte
Die Brücke wurde wahrscheinlich von der Hauptstrecke der N&W benutzt, dann aber nach der Verlegung der Strecke nicht mehr benötigt und ab 1893 als Straßenbrücke über eine Eisenbahnstrecke verwendet. Seit 1985 ist die Brücke im Riverside Park aufgestellt.   

## Bauwerk

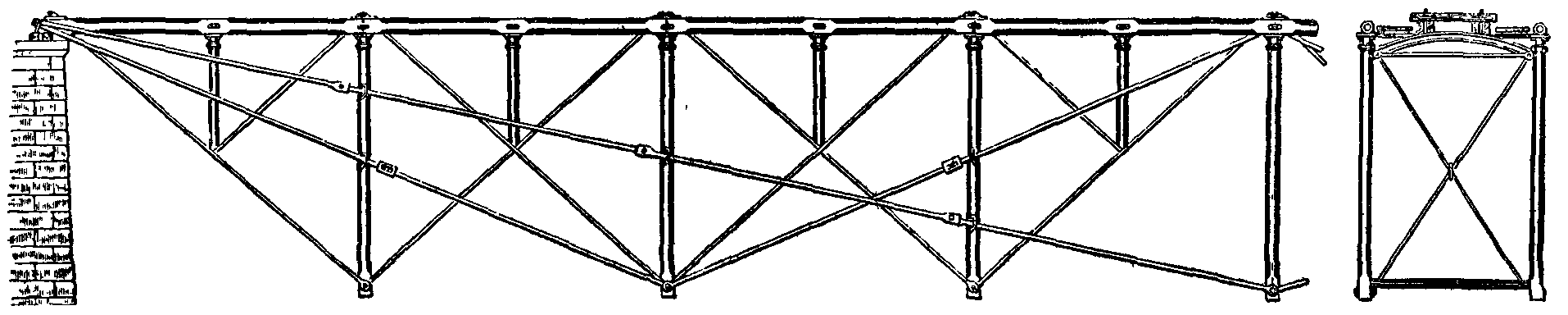
Beispiel einer Fink-Träger-Brücke

Die Brücke besteht aus einem hölzernen Brückendeck mit darunter angebrachtem schmiedeeisernem Fachwerk, das aus vertikalen und diagonalen Stäben besteht, die auf Zug belastet sind. Der Obergurt des Brückendecks besteht aus unbehandeltem Eichenholz und hat eine Abmessung von 14 × 15 Zentimetern.